# Aeroport Internacional d'El·linikó
L'Aeroport Internacional d'El·linikó (codi IATA: ATH, codi OACI: LGAT) va ser l'aeroport internacional d'Atenes durant seixanta anys fins a 2001, quan va ser reemplaçat per l'Aeroport Internacional Eleftherios Venizelos. És a 7 km al sud d'Atenes.

## Característiques
L'aeroport tenia dues terminals; la terminal oest per Olympic Airways (actual Olympic Air) i la terminal est per a vols internacionals. El seu codi IATA, ATH és actualment utilitzat per l'Aeroport Internacional Eleftherios Venizelos. Està envoltat per cases residencials i platges en cap a l'est i cap al sud pel Glyfada Golf Club juntament amb el límit municipal El·linikó-Glifada.
Després del seu tancament al tràfic de passatgers, la porció nord-oest del aeroport va ser redesenvolupat, amb les pistes sent convertides en un parc esportiu on es van desenvolupar les proves de canotatge/caiac eslàlom, hoquei sobre herba, beisbol, i softbol durant els Jocs Olímpics d'Atenes 2004. Una altra de les obres en l'aeroport relacionades amb els jocs olímpics van incloure el reacondicionament d'un dels hangars per convertir-ho en l'estadi principal per a les proves de esgrima i bàsquet.
Malgrat aquestes massives remodelacions van canviar els sectors nord i oest d'El·linikó, part de la pista encara sobreviu i existeix la possibilitat que se segueixi utilitzant com un aeroport d'aviació general (amb una pista significativament escurçada). El centre de radar de Atenes encara es troba allí.
Des de la finalització dels Jocs Olímpics d'Atenes 2004, hi ha hagut molta discussió sobre el redesenvolupament del que queda del vell aeroport i les seves pistes en un parc urbà amb l'objectiu d'alleujar la necessitat que té Atenes de majors espais verds. Si aquest projecte s'efectivitza, el parc urbà d'El·linikó es convertiria en un dels majors d'Europa.
No obstant això, a causa de la crisi grega de l'Euro, l'àrea de l'aeroport d'El·linikó és un dels actius públics que han estat posats a la venda per a la seva privatització.

## Història
L'Aeroport Internacional d'El·linikó va ser construït el 1938. El 1963 el famós arquitecte finlandès Eero Saarinen va dissenyar l'edifici de la Terminal Est.
Previ al tancament al servei de passatgers, l'aeroport servia 12 milions de passatgers l'any.
Durant la Guerra Freda, el Govern grec va autoritzar la Força Aèria dels Estats Units a fer ús de l'aeroport des de 1945 fins a 1993 per assistir al Comandament de Transport Aeri en els vols entre Roma i l'Orient Pròxim i per facilitar l'ajuda dels Estats Units a Grècia i Turquia sota el Pla Marshall.

## Incidents
Al llarg de la seva història, l'Aeroport Internacional d'El·linikó va ser el punt de partida de diversos segrests d'aeronaus i detonacions. Alguns dels més mediatitzats són:
- 8 de setembre de 1974: El vol 841 de Trans World Airlines que es dirigia des d'El·linikó cap a Roma es va estavellar 18 minuts després de l'enlairament, en el que després es va determinar que va ser una detonació d'una bomba.
- 27 de juny de 1976: El vol 139 de Air France que va partir de l'aeroport amb destinació a París, va ser segrestat i desviat cap a Bengasi i Entebbe.
- 14 de juny de 1985: El vol 847 de Trans World Airlines que es dirigia a Roma, va ser segrestat cap a Beirut i Alger.
- 14 de novembre de 1985: El vol 648 de EgyptAir que va partir d'El·linikó amb destinació al Caire va ser segrestat i desviat cap a Malta.

L'aeroport era també la destinació d'altres dos atacs:
- 29 d'agost de 1969: El vol 840 de Trans World Airlines, que va partir de Roma amb destinació a El·linikó va ser segrestat per terroristes del PFLP cap a Damasc.
- 2 d'abril de 1986: El vol cobrint la mateixa ruta i amb el mateix nombre de vol, va ser detonat durant el trajecte, expulsant i matant a quatre persones a l'aire. L'aeronau va aterrar sense problemes.